# Helionidia nigra
Helionidia nigra är en insektsart som beskrevs av M. Firoz Ahmed och Khokhar 1971. Helionidia nigra ingår i släktet Helionidia och familjen dvärgstritar. Inga underarter finns listade i Catalogue of Life.